# Oblast Toergaj
De oblast Toergaj (Russisch: Тургайская область, Toergajskaja oblast) was een oblast van het keizerrijk Rusland en bestond van 1868 tot 1920. Deze oblast ontstond uit het gebied van de Oeral-Kozakken. In 1928 werd het gebied samengeoegd met het gouvernement Orenburg tot het gouvernement Orenburg-Toergaj. Het grondgebied van het gouvernement werd onderdeel van de oblast Midden-Wolga. De oblast was vernoemd naar de stad Toergaj. De hoofdstad was Orenburg.